# 김송 (가수)
김송(1972년 12월 22일 ~ )은 대한민국의 가수이다
165cm 53kg으로 밝혀졌다고 하며  룰라 1집 활동 도중 군 입대 때문에 탈퇴한 신정환 후임 물망에 올랐으나 개인사정 때문에 고사했다.

## 학력
- 경성여자고등학교[3] (졸업)

## 음반
- 1996년 콜라 1집 - 모기야
- 1997년 콜라 2집 - 첫사랑

## 장미를 사랑한 선인장
우리사랑 선이 

## 방송
교양
- SBS TV : 《TV 동물농장》 - 2014년에 2회 소개됨

예능
- 채널A : 《개밥 주는 남자》 - 2016년 당시 대중소를 소개한 주병진의 초청을 받고 출연하게 됨
- KBS 2TV : 《TV는 사랑을 싣고》 - 2020년 게스트

## 홍보대사
- 2014년 서울베이비페어 홍보대사